# Andreas Wecker
Andreas Wecker född den 2 januari 1970 i Straßfurt, Tyskland, är en östtysk och tysk gymnast.
Han tog OS-silver i lagmångkampen i samband med de olympiska gymnastiktävlingarna 1988 i Seoul.
Han tog OS-silver i räck, OS-brons i ringar och OS-brons i bygelhäst i samband med de olympiska gymnastiktävlingarna 1992 i Barcelona.
Han tog OS-guld i räck i samband med de olympiska gymnastiktävlingarna 1996 i Atlanta.